# Ligne de tramway 296
La ligne 296 est une ancienne ligne du tramway vicinal de Bruxelles de la Société nationale des chemins de fer vicinaux (SNCV) qui relie Bruxelles à Jodoigne et Tirlemont entre 1897 et 1959.

## Histoire
Tableaux : 1931 296 (Bruxelles - Jodoigne) et 297 (Beauvechain - Tirlemont) ; 1958 587
10 mai 1897 : mise en service entre Tervuren et la gare de Tirlemont ; traction vapeur ; exploitation par la Société anonyme pour l'Exploitation des chemins de fer vicinaux (CFV) ; capital 80[pas clair].
1920 : reprise de l'exploitation par la SNCV.
1931 : exploitation directe entre Schaerbeek et Jodoigne, la section Beauvechain Gare - Tirlemont Gare est exploitée en navette.
7 mars 1953 : suppression de la ligne Louvain - Jodoigne / Tirlemont et remplacement par un service routier avec correspondance à Hamme-Mille, les sections Hamme-Mille - Jodoigne et Hamme-Mille - Tirlemont restent exploitées.
19 juillet : suppression de la section Beauvechain - Jodoigne et remplacement par un service routier avec correspondance à Hamme-Mille.
20 avril 1957 : suppression entre la station vicinale de Vossem et Hamme-Mille.
29 novembre 1959 : suppression du service voyageur restant entre Hamme-Mille et Tirlemont.

## Infrastructure

### Dépôts et stations
Nom : (gare) : quand le dépôt ou la station est accolé ou proche d'une gare.
Type : D : dépôt , S : station , Sf : si la station sert de gare douanière à la frontière , Sp : si la station est établie dans un bâtiment privé le plus souvent un café ou plus rarement une habitation privée.
| Illustration | Nom                 | Type | Commune             | Localisation                | État            | Remarques |
| ------------ | ------------------- | ---- | ------------------- | --------------------------- | --------------- | --------- |
|              | Beauvechain         | S    | Beauvechain         | 50° 46′ 33″ N, 4° 46′ 21″ E | Hors service.   |           |
|              | Jodoigne (gare)     | D    | Jodoigne            | 50° 43′ 35″ N, 4° 52′ 40″ E | En service TEC. |           |
|              | Nethen              | Sp   | Nethen              | 50° 47′ 03″ N, 4° 40′ 41″ E | Hors service.   |           |
|              | Nodebais            | S    | Nodebais            | 50° 46′ 33″ N, 4° 44′ 36″ E | Hors service.   |           |
|              | Vossem              | S    | Vossem              | 50° 50′ 21″ N, 4° 33′ 14″ E | Démolie         |           |
|              | Tirlemont (gare)    | D    | Tirlemont           | 50° 48′ 31″ N, 4° 55′ 23″ E | Hors service.   |           |
|              | Weert-Saint-Georges | D    | Weert-Saint-Georges | 50° 47′ 55″ N, 4° 39′ 02″ E | Hors service.   |           |

## Matériel roulant

### Automotrices thermiques
- type 291-296.